# Burni Telegetemu
Burni Telegetemu är ett berg i Indonesien.   Det ligger i provinsen Aceh, i den västra delen av landet, 1 600 km nordväst om huvudstaden Jakarta. Toppen på Burni Telegetemu är 1 160 meter över havet, eller 117 meter över den omgivande terrängen. Bredden vid basen är 3,5 km.
Terrängen runt Burni Telegetemu är kuperad åt nordväst, men åt sydost är den bergig.Runt Burni Telegetemu är det mycket glesbefolkat, med 3 invånare per kvadratkilometer. I omgivningarna runt Burni Telegetemu växer i huvudsak städsegrön lövskog.